# Çò deth Mètge Campà
Çò deth Mètge Campà és un monument del municipi de Bossòst (Vall d'Aran) inclòs en l'Inventari del Patrimoni Arquitectònic de Catalunya.

## Descripció
És un antic auvitatge amb els elements articulats en sentit transversal al fort desnivell del terreny, la casa en la part baixa, amb un pati colos al lateral, i les bòrdes (reconvertides) al damunt. D'aquesta manera la casa assoleix tres plantes en alçada i humarau, mentre que els altres edificis aconseguiren accessos independents i a peu pla. La casa de secció rectangular té la façana principal orientada a migdia, pal·lela a la capièra, però com que aquesta queda amagada, s'esdevé que la nada del penalèr inferior concentra els elements de prestigi de la casa cara a l'exterior. Aquesta façana presenta en el nivell inferior un estrep triangular amb una terrassa al damunt, dos pisos d'obertures (2-2) i una lucana en el trencaaigües. Les cantonades són decorades amb carreus de llarg i de través, amb un xamfrà d'accés al pati escapçat. A banda i banda de la porta de la terrada compareixen dos escuts nobiliaris, quadrilongs. El de l'esquerra, que sembla més antic, conté en el camper dues àguiles amb les ales esteses que duen en el bec una creu patent, dues espases creuades al davall, i un motiu floral flanquejat per dos arbres en la base. L'escut de la dreta és presidit per una armadura ornada amb plomes, i conté els mateixos elements heràldics o càrregues. La façana del carrer, amb un bast arrebossat, conserva una latrina i més amunt un petit forn de pa en voladís.

## Història
Dees de l'any 1775 trobem documentats els Campà Caudet com a cirugians il·lustres de Bossòst]